# Hank Whitney
Henry Lee Whitney, detto Hank (Brooklyn, 28 aprile 1939 – 5 aprile 2020), è stato un cestista statunitense, professionista nella ABA.

## Carriera
Venne selezionato dai Syracuse Nationals al quarto giro del Draft NBA 1961 (37ª scelta assoluta).

## Palmarès
- 2 volte campione EPBL (1963, 1965)